# Eduard Josef Müller
Eduard Josef Müller (* 17. März 1851 in Ellenhausen, Herzogtum Nassau; † 7. November 1922 in Frankfurt am Main) war ein deutscher Landschaftsmaler der Düsseldorfer Schule. In Frankfurt am Main arbeitete er als Zeichenlehrer und Kommunalpolitiker der Zentrumspartei.

## Leben
Müller studierte nach einer ersten beruflichen Ausbildung im Seminar in Montabaur an der Kunstakademie Düsseldorf. Dort war er von 1873 bis 1875 Schüler für Baumalerei und der Bauklasse von Wilhelm Lotz. Er ließ sich in Frankfurt am Main nieder, wo er hauptberuflich als Zeichenlehrer an der Elisabethenschule und am Lehrerinnenseminar wirkte. Daneben profilierte er sich als Landschaftsmaler. Außer Landschaften malte er Genrebilder. In fortgeschrittenem Alter wandte er sich der religiösen Bildnismalerei zu. Müller war Mitglied der Frankfurter Künstlergesellschaft.
1901 wurde er als Vertreter der Zentrumspartei Mitglied der Frankfurter Stadtverordnetenversammlung. Als Kommunalpolitiker und als Schriftsteller betätigte er sich auf dem Gebiet der Bildungspolitik zugunsten der Konfessionsschule.

## Schrift
- Aufklärungen über den Schulkampf in den Jahren 1904 und 1905 in Frankfurt am Main. Frankfurt am Main 1905.